# Henri Maillardet

Autômato de Henri Maillardet, exposto no Franklin Institute, na Filadélfia.

Henri Maillardet (Meyriez, 1745- ?) foi um mecânico suíço do século XVIII que trabalhou em Londres produzindo relógios e outros mecanismos. Ele passou um tempo trabalhando nas oficinas de Pierre Jaquet-Droz, que produzia relógios e autômatos.
Com seus irmãos Jaques-Rodolphe e Jean-David Maillardet, Henri produziu uma série de autômatos que representavam mágicos.

## Autômato de Maillardet
Em 1805, Henri Maillardet construiu um autômato ativado por molas que desenhava figuras e escrevia versos em francês e inglês. Os movimentos da mão eram produzidos por uma série de engrenagens em eixos localizados na base do autômato, que produzia os movimentos necessários para que este fizesse sete desenhos e escrevesse os textos. Acredita-se que este autômato tenha a maior memória baseada por engrenagens de qualquer outro da época.
Quando foi primeiramente apresentado ao Franklin Institute, na Filadélfia, em 1928, o autômato era de origem desconhecida. Uma vez restaurado, o próprio autômato providenciou a resposta quando ele escreveu as palavras "Ecrit par L’Automate de Maillardet." (em tradução livre "escrito pelo autômato de Maillardet").